# Bangor (Irlanda del Norte)
Bangor (/ˈbæŋɡər/ en irlandés: Beannchar [ˈbʲaːn̪ˠəxaɾˠ]) es la ciudad más poblada del Condado de Down en Irlanda del Norte. Bangor se encuentra en la costa de la Belfast Lough, desarrollándose alrededor de uno de los primeros resorts turísticos de Irlanda. Debido a su proximidad con Belfast, la capital del país, la ciudad de Bangor ha pasado a formar parte de su área metropolitana, conocida como la Gran Belfast. En 2007 fue nombrada por la UTV como la ciudad perfecta para vivir por la mayoría de los norirlandeses.
En Bangor se encuentra el Real Club de Yates del Ulster y su playa ha recibido el galardón de la Bandera Azul. Es la ciudad en la que juega el Bangor Football Club, equipo que ganó la Copa de Irlanda del Norte en 1992 y la Copa de la Liga en 1993. En ella han nacido personalidades como el Premio Nobel de la paz David Trimble, el piloto de Fórmula 1 Eddie Irvine, los componentes del grupo Rend Collective y el futbolista Billy Hamilton, así como el cantante y compositor Gary Lightbody entre otros. Bangor se encuentra hermanada con la ciudad austríaca de Bregenz, con Virginia Beach y con la localidad alemana de Prüm.